# Piggly Wiggly

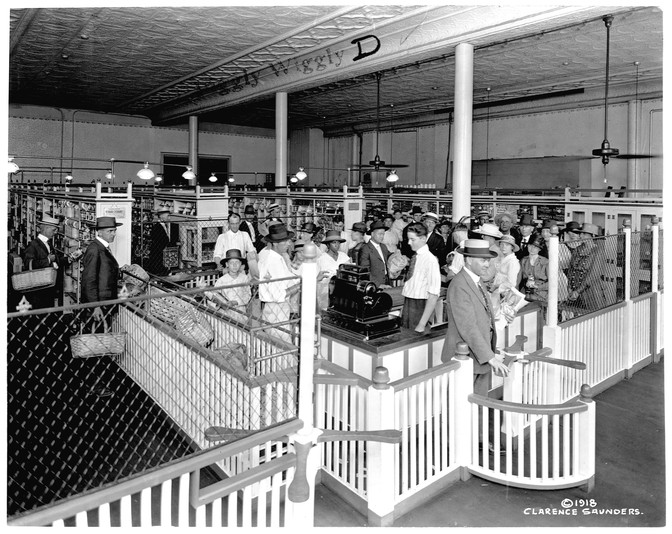
Le premier supermarché en 1916

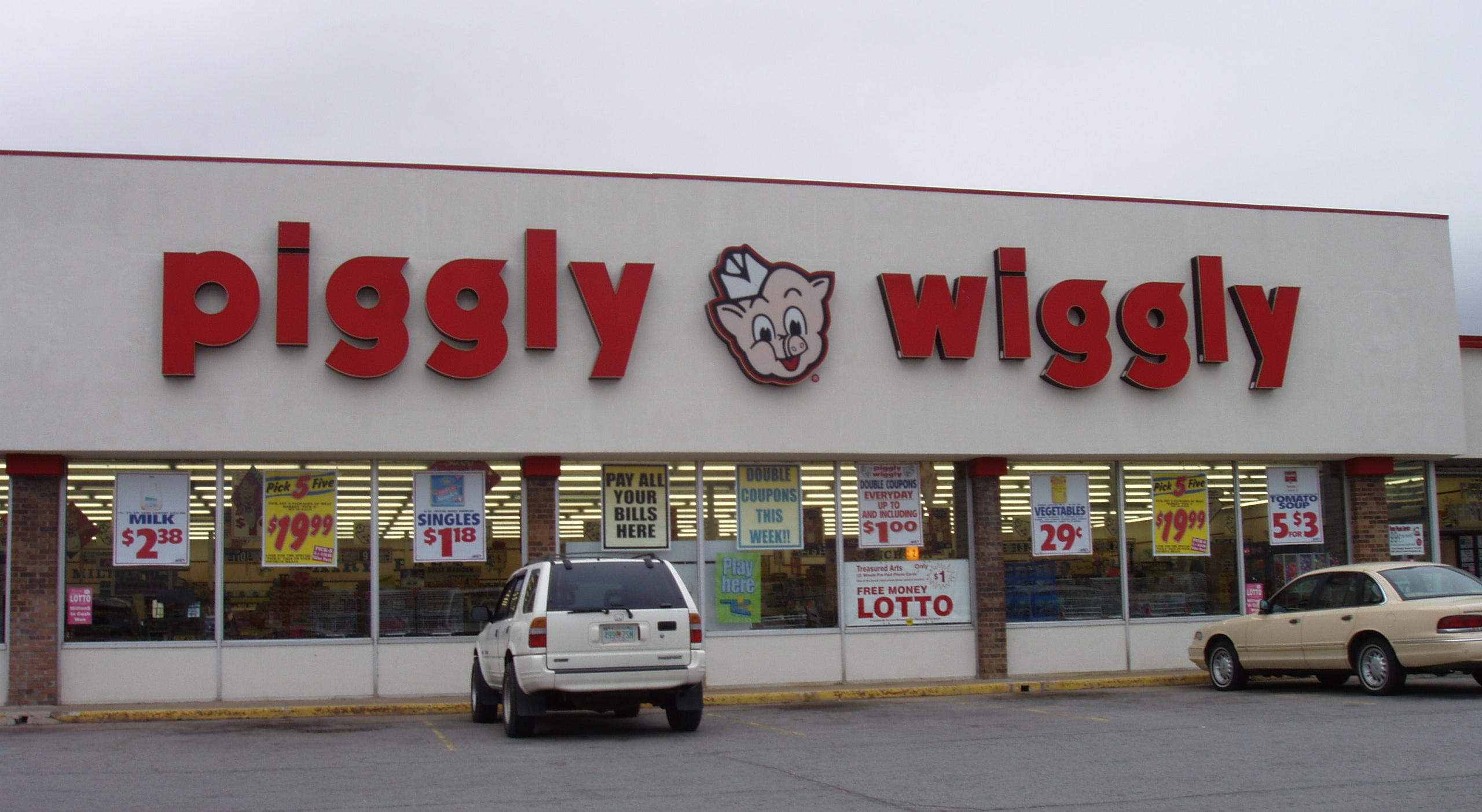
Un magasin Piggly Wiggly à Owasso en Oklahoma en 2006

Piggly Wiggly est une enseigne de grande distribution exploitée aux États-Unis par Piggly Wiggly Corporation.

## Historique
Fondé par Clarence Saunders à Memphis (Tennessee), le 16 septembre 1916 ce fut le tout premier magasin libre-service de l'histoire, concept qui sera breveté en 1917.